# Luskoun dlouhoocasý
Luskoun dlouhoocasý (Manis tetradactyla) pochází ze západní a rovníkové Afriky (Senegal, Gambie, západní Uganda a jihozápadní Angola) s biotopem hustých pralesních porostů.

## Anatomie
Jeho hmotnost se pohybuje od 1,5 kg do 2,5 kg. Patří mezi nejmenší luskouny – měří kolem 40 cm. Ocas má 2× delší než tělo – s největším počtem obratlů mezi savci – v ocase je cca 47 ocasních obratlů. Dobře šplhá, má slabý zrak, ale skvělý čich. Na hřbetě má 10–15 hnědých širokých šupin s ostrými hroty ve středu hrany. Patří mezi savce s noční aktivitou. Jeho potravou jsou pouze termiti – spotřeba asi 200 g termitů za den.

## Rozmnožování
Žijí samotářsky nebo v párech, samice rodí jen jedno mládě za cca 5 měsíců.